# Urząd Publikacji Unii Europejskiej
Urząd Publikacji Unii Europejskiej – wydawnictwo instytucji i organów Unii Europejskiej podporządkowane Komisji Europejskiej, z siedzibą w Luksemburgu. Urząd przygotowuje i rozpowszechnia publikacje urzędowe, takie jak Dziennik Urzędowy UE, Budżet UE oraz Raport Generalny na temat działalności UE (przewidziane przepisami Unii), a także inne publikacje informacyjne w 24 językach oficjalnych Unii. Urząd prowadzi także kilka portali internetowych związanych z działalnością Unii (EUR-Lex, TED, CORDIS) oraz ma własną internetową księgarnię EU Bookshop.
Urząd Publikacji powołany został w 1969 r., jakkolwiek został przekształcony ze struktur, które wydawały Dziennik Urzędowy WE od 1952 r. Obecnie jego status reguluje akt prawny z 2009 r.